# Judenfrei

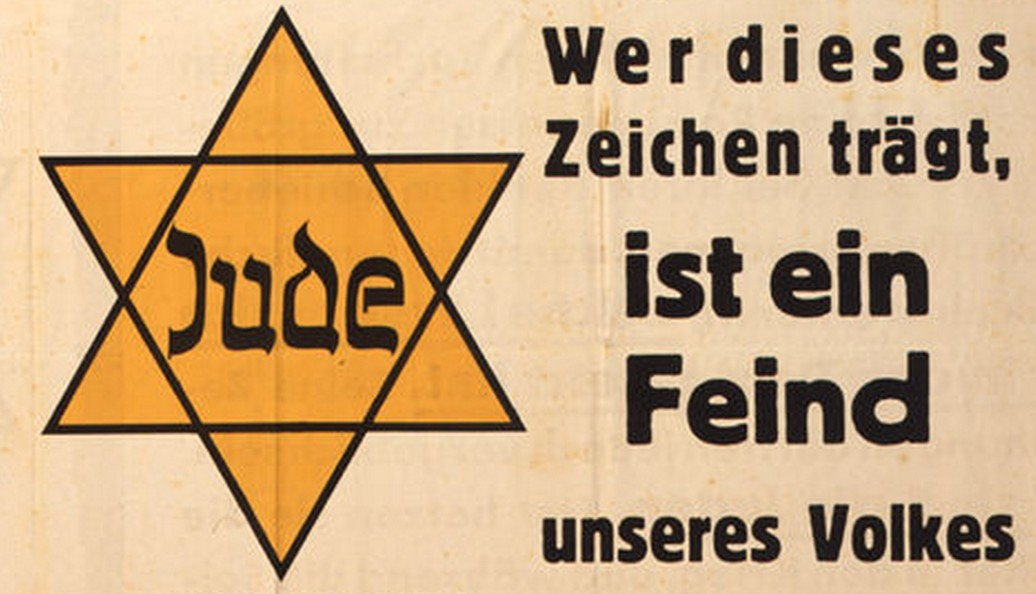
"Quem usar este símbolo é um inimigo do nosso povo" – Parole der Woche, 1 de julho de 1942 mostrando um crachá amarelo usados pelos Nazis para identificar judeus

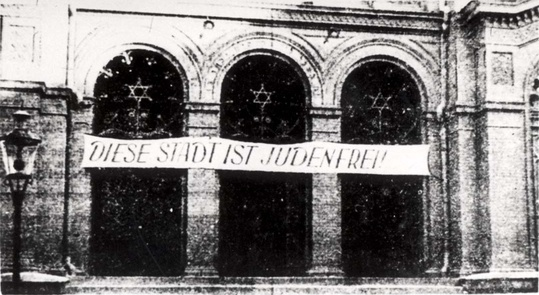
Uma sinagoga em Bydgoszcz ocupada pela Alemanha, Polónia, setembro de 1939. A inscrição em alemão diz: "Esta cidade está livre de judeus!"

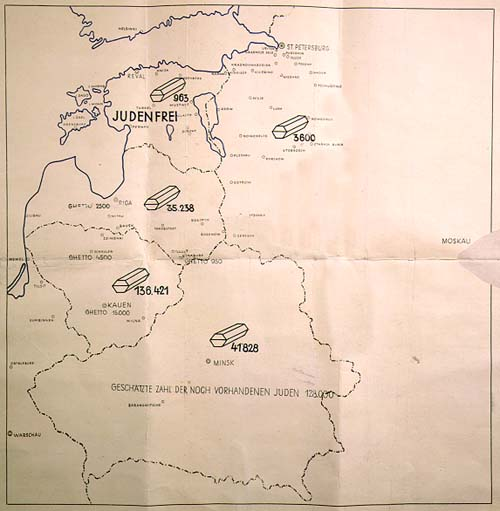
Mapa alemão mostrando o número de execuções de judeus pelo Einsatzgruppen A na: Estónia (declarada judenfrei), Letónia, Lituânia, Bielorrússia, e Rússia.

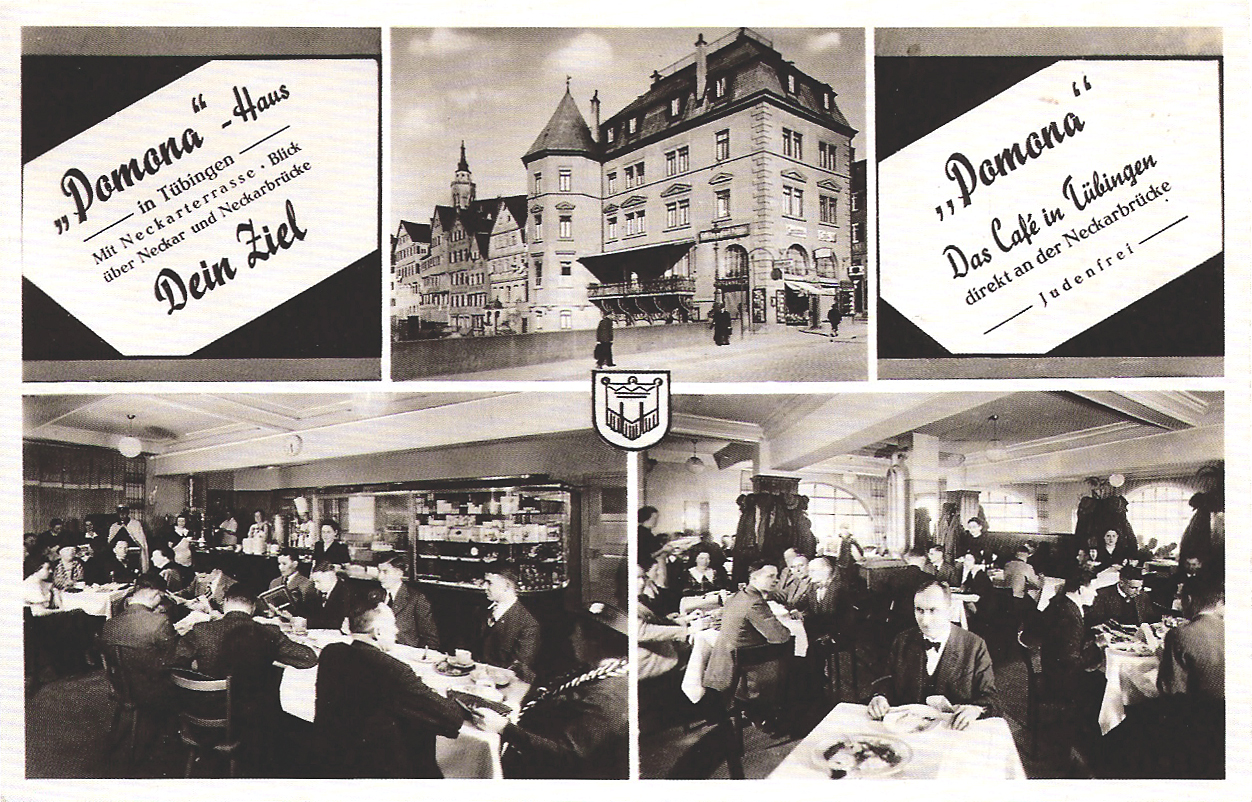
Anúncio de um café em Tubinga, descrevendo-se como judenfrei

Judenfrei ("livre de judeus") e judenrein ("limpo de judeus") são termos de origem Nazi para designar uma área que foi "limpa" de judeus durante o Holocausto. Enquanto judenfrei se refere meramente à "libertação" de uma área de todos os seus habitantes judeus, o termo judenrein (literalmente "limpo de judeus") tem uma conotação ainda mais forte que qualquer traço de sangue judeu foi removido como uma alegada impureza nas mentes dos autores criminosos. Estes termos de discriminação e abuso racial são intrínsecos ao antissemitismo Nazi e foram usados pelos Nazis na Alemanha antes da Segunda Guerra Mundial e nos países ocupados como na Polónia em 1939. Judenfrei descreve a população judaica local como tendo sido removida de uma aldeia, região, ou país por evacuação forçada durante o Holocausto, embora muito judeus tenham sido escondidos pela população local. Métodos de remoção incluíam realojamento forçado em guetos Nazi especialmente na Europa do Leste, e remoção forçada ou reassentamento no Este por tropas alemãs, frequentemente para a sua morte. A maioria dos judeus eram identificados no final de 1941 pela estrela amarela como resultado da pressão por Joseph Goebbels e Heinrich Himmler.
Depois da derrota da Alemanha em 1945, algumas tentativas foram feitas para atrair a população judaica de volta à Alemanha, como também reconstruir sinagogas destruídas durante e depois da Noite dos Cristais.

## Locais declaradosjudenfrei
Estabelecimentos, aldeias, cidades, e regiões eram declaradas judenfrei ou judenrein depois de estarem aparentemente limpas de judeus. No entanto, alguns judeus sobreviveram ao serem escondidos e abrigados por vizinhos. Em Berlim, eram conhecidos como "submarinhos" pois pareciam ter desaparecido (sob as ondas). Muitos sobreviveram ao fim da guerra, assim tornando-se sobreviventes do Holocausto.
- Gelnhausen, Alemanha e Calw, Alemanha – relatadas judenfrei a 1 de novembro de 1938, pelo jornal de propaganda Kinzigwacht depois das suas sinagogas serem fechadas e os restantes judeus locais serem forçados a sair.[3]
- Bydgoszcz ocupada pela Alemanha, Polónia – relatada judenfrei em dezembro de 1939[carece de fontes?]
- Alsácia anexada pela Alemanha – relatada judenrein por Robert Heinrich Wagner em julho de 1940.[4]
- Banato, território da Sérvia ocupado pela Alemanha – relatado judenfrei a 19 de agosto de 1941 no Völkischer Beobachter.[5] A 20 de agosto de 1941, Banato foi declarado judenfrei pelos seus administradores alemães.[6]
- Luxemburgo ocupado pela Alemanha – relatado judenfrei pela imprensa a 17 de outubro de 1941.[7]
- Estónia ocupada pela Alemanha – Dezembro de 1941.[8] Declarada judenfrei na Conferência de Wannsee a 20 de janeiro de 1942.[9]
- Estado Independente da Croácia – declarado judenfrei pelo Ministro do Interior Andrija Artuković em fevereiro de 1942 mas a Alemanha suspeitava que isto não era verdade e as autoridades de Berlim enviaram Franz Abromeit para averiguar a situação. Depois disso, a Ustaše estava sob pressão para acabar o trabalho. Em abril de 1942, duas centenas de judeus de Osijek foram deportados para Jasenovac, enquanto 2,800 foram enviados para Auschwitz.[10] A Gestapo organizou a deportação para Auschwitz dos últimos judeus croatas em maio de 1943, 1,700 de Zagreb e 2,500 de outras partes do Estado Independente da Croácia.[11][12]:107 O diplomata alemão Siegfried Kasche pronunciou a Croácia como judenfrei numa mensagem para Berlim a 18 de abril de 1944, afirmando que "a Croácia é um dos países no qual o problema judeu foi resolvido".[13][14]
- Território da Sérvia ocupado pela Alemanha/ Belgrado – maio de 1942, relatado no telegrama do SS-Standartenführer Emanuel Schäfer enviado ao RSHA em Berlim; Schäfer era o chefe Der Befehlshaber der SIPO und des SD na altura em Belgrado,[15][16][17][18] enquanto que em junho de 1942 ele relatou aos seus supervisores que "Serbien ist Judenfrei" (lit. "A Sérvia está livre de judeus").[12]:3 Em agosto de 1942, Harald Turner relatou ao comandante alemão nos Bálcãs que a Sérvia era o primeiro território europeia onde o "problema judeu" estav resolvido.[19][20]:118
- Viena – relatada judenfrei por Alois Brunner a 9 de outubro de 1942.
- Berlim, Alemanha – 19 de maio de 1943.[21]
- Erlangen, Alemanha – declarada judenfrei em 1944.